# Апама III
Вижте пояснителната страница за други личности с името Апама.
Апама III (на старогръцки: Ἀπάμα, Apama III, * 250 пр.н.е.) е принцеса от династията на Антигонидите, съпруга на цар Прусий I от Витиния и така царица на Витиния.

## Биография
Тя е дъщеря на Стратоника II († 235 пр.н.е.), принцеса от Селевкидите, и на цар Деметрий II Етолик от Македония (239 – 229 пр.н.е.) от династията на Антигонидите, син на Антигон II Гонат. Майка ѝ е дъщеря на Антиох I Сотер и Стратоника I и сестра на Апама II, и полусестра на Филип V Македонски. Баща ѝ изгонва нейната майка и се жени за Фтия, дъщеря на Александър II от Епир.
През 235 пр.н.е. майка ѝ е убита от Селевк II Калиник. Според други източници тя е дъщеря на Фтия, втората съпруга на Деметрий II.
Апама III се омъжва за цар Прусий I (от 228 до 182 пр.н.е.) и той сключва съюз с Филип V Македонски от Македония. Той дава обежище на Ханибал, но оставя неутрален през войните между Римската република и Антиох III.
Тя ражда син Прусий II († 149 пр.н.е.), който е гръцки цар на Витиния през 182 пр.н.е. – 149 пр.н.е. и се жени за братовчедката си Апама IV, дъщеря на Филип V Македонски, и е баща на Никомед II и Апама.